# البرتو نوگرا
البرتو نوگرا (انگلیسی: Alberto Noguera؛ زادهٔ ۲۴ سپتامبر ۱۹۸۹) بازیکن فوتبال اهل اسپانیا است.
از باشگاه‌هایی که در آن بازی کرده‌است می‌توان به باشگاه فوتبال اتلتیکو مادرید، باشگاه فوتبال بلکپول، باشگاه فوتبال فوئنلابرادا، باشگاه فوتبال باکو، و باشگاه فوتبال اتلتیکو مادرید بی اشاره کرد.